# Gildo Siorpaes
Gildo Siorpaes (* 12. Januar 1938 in Cortina d’Ampezzo) ist ein ehemaliger italienischer Bobfahrer und Skirennläufer.

## Karriere
Gildo Siorpaes begann 1956 beim Sci Club Cortina mit dem alpinen Skisport. Zwischen 1960 und 1974 gehörte er zum Nationalkader Italiens. 1963 wurde er italienischer Meister im Abfahrtslauf. Bei den Olympischen Winterspielen 1964 in Innsbruck startete Siorpaes allerdings im Viererbob-Wettkampf. Im Bob von Eugenio Monti gewann er zusammen mit Benito Rigoni und seinem Bruder Sergio Siorpaes die Bronzemedaille.
Zwischen 1967 und 1970 trainierte Gildo Siorpaes das Frauen-Nationalteam des italienischen Skiverbandes. Anschließend war er von 1979 bis 1995 Leiter der Scuola Sci Cortina und war zudem von 1980 bis 1982 Präsident des Cortina Sci Club.